# Langdon (Kansas)
Langdon – miasto w Stanach Zjednoczonych, w stanie Kansas, w hrabstwie Reno.